# Ибрахим Туре
Ибрахим Ојала Туре (фр. Ibrahim Oyala Touré, 27. септембар 1985 — 19. јун 2014) био је фудбалер из Обале Слоноваче. Играо је на позицији нападача.
Има два брата Јају Туре који игра за Манчестер сити и Кола Туре који игра за Ливерпул.
Туре је умро у Манчестеру, 19. јуна 2014. након што је оболео од рака. Његова два брата Јаја и Коло су тада били у Бразилу на Светском првенству у фудбалу 2014..